# ديكلان بينيت
ديكلان بينيت (بالإنجليزية: Declan Bennett)‏ هو مغن مؤلف بريطاني، ولد في 20 مارس 1981 في كوفنتري في المملكة المتحدة.

## وصلات خارجية
- الموقع الرسمي
- ديكلان بينيت على موقع IMDb (الإنجليزية)
- ديكلان بينيت على موقع ألو سيني (الفرنسية)
- ديكلان بينيت على موقع أول موفي (الإنجليزية)
- ديكلان بينيت على موقع قاعدة بيانات الفيلم (الإنجليزية)
- ديكلان بينيت على موقع كينوبويسك (الروسية)